# Fruktplockare
Fruktplockare (Chlamydochaera jefferyi) är en fågel i familjen trastar inom ordningen tättingar Den förekommer på norra Borneo i Sydostasien. Arten minskar i antal, men beståndet anses ändå vara livskraftigt.

## Utseende och läte
Fruktplockaren är en 22,5 cm lång fågel i grått, svart och rostbeige. Hanen är mellangrå ovan och ljusgrå på hjässan och undersidan, med rostbeige på haka, striupe och panna. Ett svart ögonstreck sträcker sog från tygeln till nacken. På bröstet syns en tydlig svart fläck och även handpennor och stjärtpennornas kanter är svarta, medan stjärtspetsen är vit. I flykten syns ett vitaktigt vingband. Näbben är svart, liksom benen. Honan är ljust rostbrunt istället för grått, med ljusare beige på hjässan inslag av grått på vingar och rygg samt beigefärgat vingband. Sången är okänd, medan lätet från båda könen är ett ljust och dämpat, ibland stigande "seep", upprepat ungefär var tionde sekund.

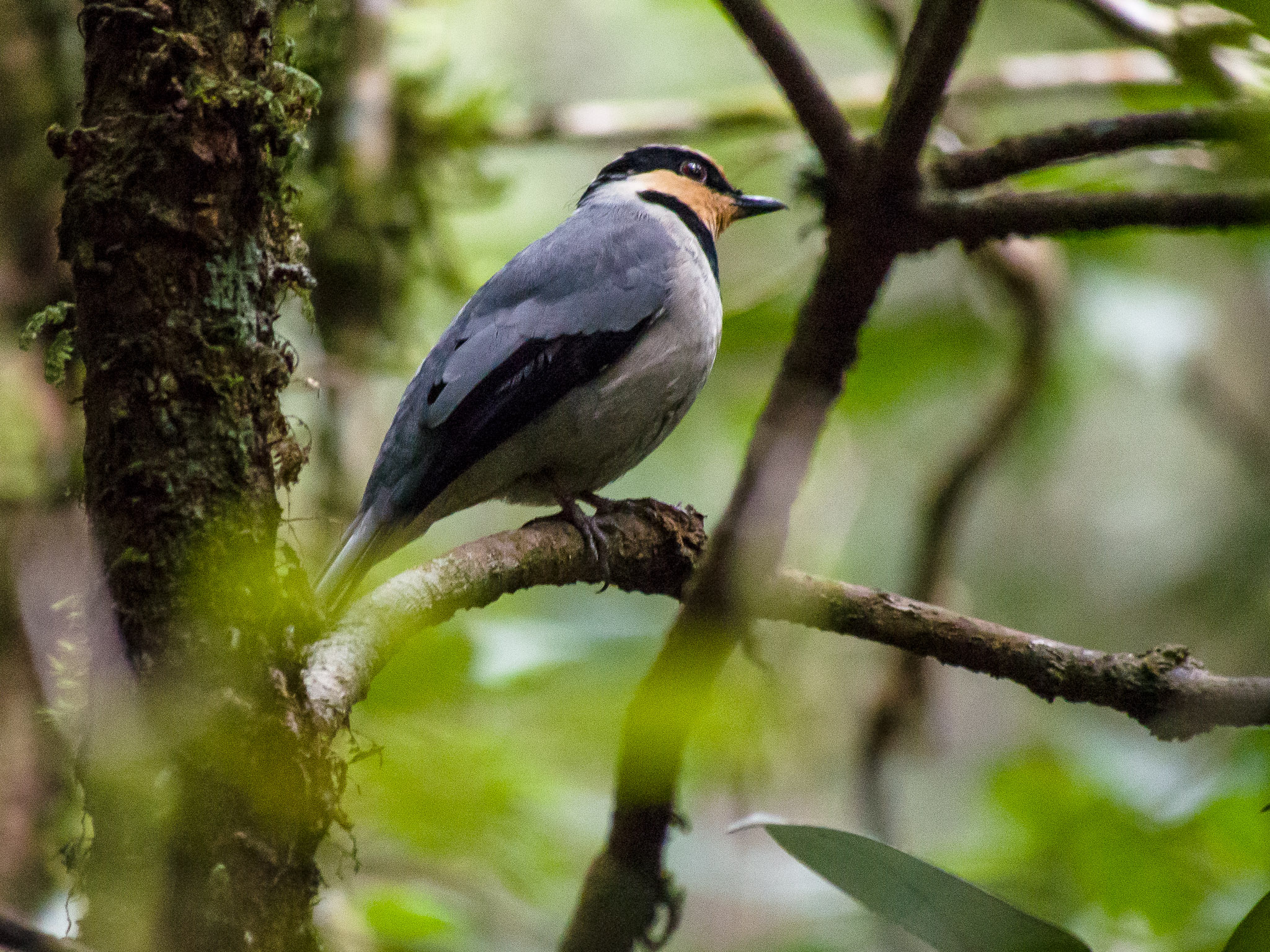

## Utbredning och habitat
Fågeln förekommer fragmentariskt i bergsskogar, på höjder mellan 900 och 2800 meter över havet, i Sabah på norra Borneo.

## Systematik
Arten har länge gäckat systematiker med sin säregna morfologi. Den har förts till både gråfåglar och gyllingar men DNA-studier har visat att den tillhör trastarna, närmast släkt med arterna i Cochoa. Den placeras som ensam art i släktet Chlamydochaera och behandlas som monotypisk, det vill säga att den inte delas in i några underarter.

## Status och hot
Arten har ett begränsat utbredningsområde och tros minska i antal till följd av habitatförstörelse och predation från invasiva arter. Trots detta anses den inte som hotad av Internationella naturvårdsunionen IUCN som listar den som livskraftig (LC). Världspopulationen har inte uppskattats men den beskrivs som vanlig på Gunung Dulit.

## Namn
Fågelns vetenskapliga artnamn hedrar Jeffrey Whitehead, engelsk börsmäklare och pappa till upptäcktsresande och samlare John Whitehead.